# Leonie Pilewski-Karlsson
Leonie Pilewski-Karlsson, född 22 februari 1897 i bergstrakterna kring Wein, Österrike, död 1992, var en arkitekt och målare.
Hon var dotter till läkaren Oskar Pilewski och Sophie Lubringer och en period gift med Olof Karlsson. Pilewski-Karlsson studerade målning i Wien och arkitektur vid tekniska högskolan i Darmstadt där hon examinerades som arkitekt 1923. Därefter vistades hon upprepade gånger i Italien för fortsatta studier. Hon var sedan 1938 verksam i Stockholm. Separat ställde hon ut i bland annat Wien, Feigl Gallery i New York, Galerie Acté i Stockholm och på Midsommargården. Hon medverkade i Nordiska konstnärinnors utställning på Liljevalchs konsthall och i samlingsutställningar på Rålambshof. Hennes konst består av stilleben, blommor och landskap i olja, pastell, gouache eller akvarell.